# جولیت آچامپونگ
جولیت آچامپونگ (انگلیسی: Juliet Acheampong؛ زادهٔ ۱۱ ژوئیهٔ ۱۹۹۱) بازیکن فوتبال اهل غنا است.
وی همچنین در تیم‌های ملی فوتبال زنان غنا، و زنان غنا، و زنان غنا، بازی کرده‌است.